# 吳賀憲
吳賀憲，中华人民共和国政治人物、軍事人物，中國人民解放軍少將，歷任中國衞星海上測控部黨委書記、贵州省军区政委、解放军63680部队政委。